# Josef Věnceslav Vlasák
Josef Věnceslav (Štěpán) Vlasák (14. dubna 1802, Chodovlice — 16. června 1871, Litoměřice) byl český učitel, spisovatel a překladatel. V letech 1834-1865 působil na farní škole v Mělníku, kde prosazoval výuku v češtině. Založil českou besedu v Litoměřicích. Psal a překládal literaturu pro mládež.

## Život
Narodil se 14. dubna 1802 v Chodoulicích u Lovosic (dnes Chodovlice) jako syn chalupníka. Základní vzdělání i hudební přípravu získal v Třebenicích. Ve dvanácti letech, po ukončení povinné školní docházky, zůstal ve škole, aby se připravil k učitelskému povolání a zdokonalil v hudbě. O čtyři roky později absolvoval kurs v Litoměřicích, kde po devíti měsících získal vysvědčení učitelského pomocníka. Ve volném čase hrál s hudebníky v hostincích a za vydělané peníze nakupoval knihy.
Jeho první zaměstnání bylo na třebenické škole, kde již jako patnáctiletý, od 1. května 1817, působil jako druhý neplacený pomocník. Po dvou letech získal místo v Račiněvsi. I zde pracoval zadarmo, živil se hrou na klarinet. Setkal se tu ale s bohoslovcem Havránkem z Vražkova, který ho seznámil s gramatikou a probudil v něm národní uvědomění.
V roce 1822 byl přijat jako pomocník na Smíchově. Smíchovská farní škola byla dvoutřídní, s jednou českou a jednou německou třídou. Vlasák se zde zdokonalil v češtině a seznámil s národními buditeli, jako byli Josef Jungmann, František Ladislav Čelakovský, Josef Krasoslav Chmelenský, Václav Hanka, Karel Alois Vinařický, Jakub Malý, Josef Kajetán Tyl, Karel Vladislav Zap a Jan Slavomír Tomíček. Připravoval se zde rovněž ke zkoušce na učitele hlavní školy a začal literárně tvořit (viz níže).
Po dvanácti letech strávených na Smíchově nastoupil od 1. května 1834 jako učitel na farní škole v Mělníku. Škola byla rovněž dvoutřídní, česko-německá. Jeho zásluhou se zde od roku 1838 začalo vyučovat pouze česky a v roce 1845 byla otevřena třetí třída. Roku 1846 se Vlasák rovněž stal prvním knihovníkem v nově založené mělnické knihovně. Ve vlasteneckých aktivitách jej podporoval ředitel Antonín Vojtěch Hnojek.
Roku 1850 odešel ředitel Hnojek do výslužby a na jeho místo nastoupil farář Rolejček, který byl proti Vlasákovi nepřátelsky naladěný. Roku 1855 byla přidána čtvrtá třída a mělnická škola byla nadále vedena jako „hlavní farní“; ředitelem byl farář, Vlasák se stal prvním učitelem. Pro nepřízeň nadřízených učil ale jen ve druhé třídě, nikoliv v lépe placené čtvrté. Velmi jej mrzelo, že ho ředitel kritizuje pro neschopnost. Tíživé poměry přispěly k tomu, že roku 1857 vážně onemocněl. Zotavil se, ale protože problémy pokračovaly, odešel roku 1865 do důchodu. Určitý čas ještě pobyl v Mělníku, pak strávil dva roky u syna v Kardašově Řečici a nakonec se odstěhoval za dcerou do Litoměřic. Založil tam českou besedu a byl zvolen jejím prvním jednatelem.
V roce 1871 přijal navzdory varování učitelské místo v Žitenicích, vzdálených hodinu pěší chůze. Pobyl tam ale jen dva týdny. 4. června cestou onemocněl a 16. června 1871 v Litoměřicích zemřel. Pohřben byl o tři dny později na litoměřickém hřbitově.

## Dílo
Jeho první literární prací byl překlad Holubičky v Tomsově časopise Čechoslav roku 1825. Poté přispíval do dalších periodik, např. Přítel mládeže, Poutník slovanský, Rozličnosti Pražských novin, Večerní vyražení a Jindy a nyní.
Knižně vyšly např.:
- Bibliotéka Mládeže : zbjrka mrawných powjdek k vsslechtěnj srdce a obweselenj mysli (na pokračování 1828-31)
- Bohumjr, mladý paustewnjk : powjdka pro djtky a gegich přátely (poprvé 1830, podle Christopha Schmida)
- Gitřenka, aneb, Sebránj zábawných powjdek a básnj pro ginochy a djwky wlastenské (1831)
- Česká Dobropjsemnost, aneb, Auplný úwod, gakby se djtky naučily dobře psáti : weskrz přjklady wyswětlen (1841)
- Bibliotéka mládeže : spisek k poučenj i k obweselenj (na pokračování 1843-46)
- Česká i německá Mluvnice v příkladech : zvláště pro ty, kteří se té neb oné řeči snadně naučiti, avšak zdlouhavým a suchopárným pravidlům mluvnickým vyhnouti chtějí : s připojeným krátkým dějepisem České země (1848 s několika reedicemi až do 70. let 19. století)
- Krátká Mluvnice a Dobropísemnost Česká : pro dům i školy vlastenské, hojnými příklady vysvětlená (1850)
- Vyučování školní na základě nynějších čítanek (na pokračování 1856-62)
- Gratulant obsahující hojnou zásobu přání k narozeninám, k novému roku, ke jmenovinám a k jiným příležitostem, s přídavkem rozmluv dítek o rozličných předmětech a promluv při školních zkouškách (1862)

Překlady:
- Christoph von Schmid: Gehňátko : powjdka pro djtky (1827)
- Christoph von Schmid: Eustachius : přjběh z dáwnowěkosti křesťanské znowa wyprawowán pro dobré křesťany (1828)
- Christoph von Schmid: Štěstí dobrého wychowánj : powídka w desíti listech (1830)
- Bedřich Karel Schuberth: Mělník a jeho památnosti (1856)
- Robert Niedergesäß: Báchorky, báječky a povídky pro malé dítky (1868)
- Alexander Friedrich Franz Hoffmann: Abraham Linkoln, osvoboditel otroků v Americe : povídka pro mládež a přátele její (1869)
- Wilhelm Bauberger: Bůh neopouští : povídka pro milou mládež vlasteneckou (1869)
- Richard Baron: Český hoch v Americe : povídka pro mládež a její přátele (1871)

## Význam a ocenění
Vlasák byl za života známý svou skromností. Byl milým společníkem a požíval autority mezi učiteli.
15. července 1883 odhalila „Beseda třebenická“ pamětní desku na jeho rodném domě v Chodovlicích. Při té příležitosti připomínali jeho zásluhy jako učitele a spisovatele v době znovuzrození české literatury.